# ばってん少女隊
ばってん少女隊（ばってんしょうじょたい）は、8人組アイドルグループ。略称はばっしょーで、ファンの愛称は隊員である。
グループ名の「ばってん」は、主に九州地方で使われる方言から来ている。九州の魅力を全国に届け、九州と日本全国を「つなぐ」活動をしている。
ももいろクローバーZ、私立恵比寿中学、超ときめき♡宣伝部などのグループと共にSTAR PLANET（通称：スタプラ）を構成する。
2021年に「OiSa」がロングヒットとなり、「わたし、恋始めたってよ！」は第10回アイドル楽曲大賞の部門賞1位を獲得。2022年には、大型ロックフェス『SUMMER SONIC』にてJ-CULTURE STAGEへの出演を果たした。

## 概要
スターダストプロモーションに所属し、九州地方を拠点に活動する。グループ名の「ばってん」は、主に九州地方で使われる方言で「～だが、しかし」という意味。九州、そして全国を盛り上げて元気にできるグループを目指す思いが込められている。2016年6月から宗像市観光大使を務めるなど、地域に根ざした活動にも力を入れている（宗像市観光大使としての活動も参照）。
初期の楽曲には、スカやスカコア（スカとハードコア・パンクの融合）などのバンドサウンドにこだわったものが多く、テレビアニメ『ドラゴンボール』の新シリーズ主題歌も担当。メンバーは「スカコアと博多弁は不思議とすごくマッチする」「福岡を拠点にしている私たちだからこそ出来る音楽」とコメント。福岡の方言や地名が入っている楽曲も多く、リーダーの上田理子は「福岡の方はもちろん楽しめるし、違う県の方も『福岡に行ってみようかな』って思ってくれるといいな」と述べている。
ステージでの激しいダンスパフォーマンスと、九州ののびのびとした環境で育ったメンバーのほんわかとしたキャラクターとのギャップも特徴である。決めゼリフは「（私たち、）ばってん少女隊、ダー！」。「ばってん少女隊」の部分は右手人差し指で「×」を描き（右上から左下→左上から右下の順番）、「ダー！」はアントニオ猪木のオマージュで、右足を少し踏み出すようにしてアッパーカットのように拳を突き上げるポーズをする。なお、デビュー当時のキャッチフレーズは「スターダストプロモーション100年に1組の逸材」であり、新日本プロレスから許可を得て、棚橋弘至のキャッチフレーズを拝借していた。

### 自主制作における独自性
2020年には、プライベートレーベルとしてBATTEN Recordsを立ち上げ、自由な楽曲制作ができる環境のもとで、独自のダンスミュージックを編み出し始める。地元を代表する祭りである博多祇園山笠の掛け声に着想した楽曲「OiSa」は、異例のロングヒットを記録。リリースから半年後となる2021年4月度の有線放送ランキングで1位を獲得し、全国的な知名度を高めることとなった。また、同年にはシングル曲「わたし、恋始めたってよ！」が、第10回アイドル楽曲大賞 インディーズ/地方アイドル楽曲部門 第1位を獲得。さらに日本初となる、5Gを活用した自由視点映像の生配信ライブも実現した。
プライベートレーベルの強みを活かし、制作するコンテンツに対してクリエーターが入れ替わり、その都度、最適解を導くチームを構成する。ミュージックビデオの撮影では、人物等の立体的な情報を360度に配置された100台超のカメラで取得した画像から、その場で3D空間を再構成する「ボリュメトリック撮影技術」を採用するなど、独自の取り組みが話題となっている。グループ初期からのディレクターは、現在の組織体制について以下のように説明する。
| 「                                                                   | 『ばってん少女隊』というグループのためだけのレーベルというのは希少で、プロジェクトに参加しているメンバーも従来の音楽領域に加え、映像領域やテック領域のクリエーターとバラエティに富んでいます。わたしは長年メジャーレコード会社にいましたが、こういうレーベルはアイデアの種からして違う感覚です。レコード会社というと、しっかりしたプランニングのもとで成立させる古くからのヒットセオリーがありますが『そういうものをやめましょう』というのがひとつのテーマでした。 | 」 |
| —杉本陽里子（テックカルチャー・メディア『WIRED』のインタビューより） | |    |

メンバーが企画を立てて意見を出すことも多い。「OiSa」以降の楽曲に和のテイストを取り入れていることについてリーダーの上田理子は、九州には歴史のあるものが多く残っていることを挙げ、「（東京などの大都会が）どんどん新しくなっていく中で、変わらないものの素敵さを伝えていけるといいな」と述べている。

## メンバー
| 氏名                     | ニック ネーム     | 生年月日 （年齢） （学年）     | 出身地 血液型 | メンバー カラー | キャッチフレーズ 備考                                                                                  | 身長  | 加入年 |
| ------------------------ | ----------------- | ------------------------------ | ------------- | --------------- | --- | ----- | ------ |
| 希山愛 きやま あい       | 愛ちゃん          | 2000年1月10日（25歳）          | 福岡県 B型    | グリーン        | お芋を訪ねて三千里 ダンスリーダー                                                                      | 161cm | 結成時 |
| 上田理子 うえだ りこ     | りこ              | 2000年11月26日（24歳）         | 福岡県 O型    | レッド          | 空手は黒帯、喋りは白帯 MC担当、元リーダー FM福岡「DIG!!!!!!!!FUKUOKA」木曜パーソナリティ               | 158cm | 結成時 |
| 春乃きいな はるの きいな | きーな            | 2001年7月18日（24歳）          | 長崎県 A型    | イエロー        | ばってん少女隊オフィシャルサポーター 九州大学卒業、広報担当                                            | 157cm | 結成時 |
| 蒼井りるあ あおい りるあ | りるぴぃ          | 2006年12月10日（18歳） （大1） | 福岡県 A型    | ピンク          | みんなのチアリーダー 福岡ソフトバンクホークス ダンスアカデミー出身 MBSラジオ『ゴチャ17』レギュラー出演 | 158cm | 2021年 |
| 柳美舞 やなぎ みゆ       | みゆちゃん みゆゆ | 2007年5月10日（18歳） （高3）  | 福岡県 O型    | ブルー          | 眠れるライオンプリンセス ヴォーカル作品「CITY feat. 柳美舞」 など                                      | 151cm | 2021年 |
| 浅井アヤネ あさい あやね | アヤネちゃん      | 2008年12月7日（16歳） （高2）  | 福岡県        |                 | パワフルビタミンガール Lovetoxic レギュラーモデル                                                      | 162cm | 2025年 |
| 逢里みう あいり みう     | うーたん          | 2009年6月7日（16歳） （高1）   | 静岡県 B型    |                 | 毎日ふっくら発酵中 元 スタプラ研究生                                                                   | 155cm | 2025年 |
| 日南心那 ひなみ ここな   | ひなここ          | 2011年8月30日（13歳） （中2）  | 埼玉県        |                 | えくぼがチャームポイント、リトルモンスター 第3回 スターオーディション ファイナリスト                   | 153cm | 2025年 |

### 希山愛
2009年（小学4年生の時）に福岡のファストフード店でスカウトされ、その翌日に福岡のヤマダ電機に来たももいろクローバーのイベントを見学し、アイドルを志す。「憧れは百田夏菜子、推しは玉井詩織」と後に語っている。2010年7月1日、スターダストプロモーション所属となり、青春女子学園ボーカルメンバー（2011年）、長崎ご当地アイドルグループ「SexyBaby」（2011 - 2013年）、スターダストプロモーション福岡営業所女子部レッスン生グループ「F-girls」（2014年）を経て、2015年6月（高校1年生）にばってん少女隊の結成メンバーとなる。
グループではダンスリーダーを務める。しゃべるとのんびりしているが、ダンスになると片手側転などの技も絡め激しく動くギャップが特徴。
「お芋好きは誰にも負けません！」と公言し、日々食した情報をInstagramに「おいもすたぐらむ」としてアップしている 。自らが苗植え・収穫・袋詰めした芋を、ライブ会場で販売したこともある。また、家族想いであり、妹が高校生の時にはお弁当を毎朝作ってあげていたという。九州の漁業や魚を探求する番組『ウオカツ！』（NHK総合 九州沖縄地域）に2022年から不定期出演しており、ヒラメや寒ダコを調理した。福岡の推しみやげは博多ぽてと、宗像わかめんべいなど。
愛犬は希山しゅくるくん・希山こころちゃんの2匹、2024年3月10日放送のRKBラジオ「山口玲香のDOOG MORNING」に出演している。
サウナ好き。2023年1月に希山愛プロデュース商品として「Ai23 サウナハット」を販売、2023年6月17日開催のYATSUI FESTIVAL! 2023ではサウナトークにも出演した。
個人のSNSとして、Xのアカウント・Instagramのアカウント・TikTokのアカウント・SHOWROOMのチャンネルを開設している。
- テレビ：福岡放送「バリはやッ!ZIP!」（2019年10月 - 2020年9月）金曜お天気アシスタントとして[46]、NHK総合（九州沖縄地域）「ウオカツ！」（2022年から不定期出演）[47]、KBC『アサデス。KBC』内コーナー「Trip北九州」リポーター[48]
- ラジオ：FM FUKUOKA「希山愛のばってんらぶリスト」（2019年5-10月）[49]、RKBラジオ「仲谷一志・下田文代のよなおし堂」内コーナー「希山愛の川端商店街でなんかくんしゃい！」（2019年）[50]
- 舞台「こりゃもてんばい」（2022年1月）[51]、一答必殺大喜利『徒手空拳』in福岡（2022年5月21日）[52]、「こりゃもてんばい2」（2022年8月11日）、即興劇団三角定規 第十一回公演 〜桜よりも君をずっと見ていた〜（2023年4月9日）、「それでも夢は見ている〜こりゃもてんばい」（2024年9月25-26日）、「こりゃもてんばい 〜SWEET MEMORIES〜」（2025年5月14-15日）
- 雑誌 IDOL AND READ 025（2020年12月5日、シンコーミュージック）
- ネット配信 ビクター10代女子アーティスト大集合スペシャル（2018年4月12日、LINE LIVEビクターエンタテインメントチャンネル）[53]
- イベント 渋谷LOFT9アイドル倶楽部vol.11（2019年12月16日）、おもカワ2024〜アイドル大喜利シングルトーナメント〜（2024年9月6日）優勝[54]
- 振付作品 楽曲『宗像・大島・ヨーロレイヒー』（にしがきやま）、『Happy』の振付を担当
- ソロライブ「希山愛ソロライブ 愛20〜二十歳になりました〜」（2020年1月13日）[55]、Go格祈願リレーライブ「HAPPY i Land 〜愛20+3〜」（2023年1月21日）。

### 上田理子
2016年3月からRKBラジオ「ばってん少女隊のばってんラジオたいっ!」に不定期出演している。2021年からFM FUKUOKA「ばってん少女隊の”FMばってん放送局”」のパーソナリティをクワハラタクヤと務めた。2024年からFM FUKUOKA「DIG!!!!!!!!FUKUOKA」にパーソナリティとして毎週木曜12:30から4時間生放送に出演しており、2025年1月から2年目に突入した。
2013年（中学1年生の時）にイオンモール福岡で現所属事務所による「スクールガールオーディション2013」を受け、理事長賞を受賞。2015年6月（中学3年生）、ばってん少女隊の結成メンバーとなる。2020年頃にリーダー制が廃止になるまでグループのリーダーを務めていた。
憧れの先輩は、ももいろクローバーZの百田夏菜子で「見ているだけで笑顔になれるし、元気をもらえるから」。敬愛する有名人は、元アイドリング!!!の朝日奈央。アイドルを目指すきっかけとなる存在であった。
特技は空手で、父の指導のもと3歳から稽古についていき、5歳から正式に練習を始め、小学2〜3年で黒帯を取った。足の小指を薬指に乗せることが出来る芸を持っていて、笑福亭鶴瓶の前で披露して絶賛されたというエピソードがある。
趣味のお笑い好きを活かし、『九州謎解き探検バラエティ番組「上田理子のみんなしっと〜と？」』と題した、芸人とタッグを組み地元のびっくり人間たちと出会う、独自企画のロケ番組を担当したことがある。福岡の推しみやげの一つ名菓ひよ子は頭から食べる派。
個人のSNSとして、Xのアカウント・Instagramのアカウント・SHOWROOMのチャンネルを開設している。
- ラジオ FM福岡「ばってん少女隊の”FMばってん放送局”」（2021年10月7日 - 2023年3月30日 毎週木曜日20:25-20:55）のパーソナリティ（メインMC）をクワハラタクヤと務めた[64]。2024年1月からはFM福岡「DIG!!!!!!!!FUKUOKA」（毎週木曜日12:30-16:30）のパーソナリティをTOGGYと務めている[65]。
- 舞台 劇団ズッキュン娘第15回公演「ハリケーン・マリア」（2021年1月、本田美月 役）[66]、「こりゃもてんばい」（2022年1月）、「こりゃもてんばい2」（2022年8月12日）に出演[51]、「それでも夢は見ている〜こりゃもてんばい」（2024年9月25-26日）、「こりゃもてんばい 〜SWEET MEMORIES〜」（2025年5月14-15日）
- CM 福岡県交通安全協会（2024年）
- イベントMC「宗像フェス〜THINK ECO KITAKYU〜」2日目（2022年6月5日）
- イベント出演「CHILL GREEN presents DIG FUKUOKA RADIO BAR GIKKO in キャナルシティ博多」（2025年5月17日）、「TOKYO IDOL FESTIVAL 2025 スナックうめこ」（2025年8月1日）
- 雑誌 IDOL AND READ 017（2018年12月25日、シンコーミュージック）
- ソロ楽曲 『天神HOLD ME TIGHT』
- ソロライブ「上田ハタチ、みんなしっと〜と？コントにライブ、全員集合！」（2020年12月12日）、Go格祈願リレーライブ「上田ソロ〜Wピース〜」（2023年1月22日）

### 春乃きいな
2013年10月（小学6年生の時）、前年末に家族ぐるみでファンとなったももいろクローバーZのツアー・福岡公演を一家で観に行った際に、同グループの事務所が近くのイオンモールで開催していたオーディションを受け合格。2015年6月（中学2年生）、ばってん少女隊の結成メンバーとなった。2018年に開催された所属事務所のイベントでは、ももいろクローバーZの佐々木彩夏プロデュースで、「ダンス上手いユニット」の一員として姉妹グループの中から選抜された。
他のメンバーからは「頭がよくて、みんなに勉強教えてくれます」「ピアノもできるし勉強もできるし水泳もできるし、ほんとにすごいんです」と評価されている。2025年に九州大学を卒業したことを公表し話題となった。
長崎県出身メンバーとして、五島列島で撮影され2015年に公開となった映画『くちびるに歌を』に春井ルミ 役で出演し、五島列島福江島にて収録されたNHK総合『ウオカツ!』（2023年1月放送）にも出演している。長崎市の稲佐山展望台にて開催されたイベントなどに出演、WEB月刊まっぷるでは「長崎推しガイド」（2024年5月号）で蒼井りるあと柳美舞に長崎のスポットを案内したり、「長崎の推しみやげ」（2025年1月号）で長崎のおみやげを紹介した。楽曲「でんでらりゅーば！」は、春乃が小学生の頃から親しんだ長崎の手遊び歌を推したのが誕生のきっかけ。ソロ楽曲「長崎、雨のロマンチカ」がある。
趣味はスキー・音楽鑑賞で、インタビューでは好きなバンドとしてTOTALFATを挙げていた。アイドルの推しは、ももいろクローバーZの玉井詩織である。チャームポイントはまつげ。
2022年に出演したNHK総合・福岡『福岡のスゴかもん学び隊2』で福岡のコーヒーについて取材した。2025年には春乃きいなオリジナルブレンド珈琲豆を久山町の久山珈琲にて販売した。
個人のSNSとして、Xのアカウント・Instagramのアカウント・TikTokのアカウント・SHOWROOMのチャンネルを開設している。
- 映画 くちびるに歌を（2015年2月28日公開） - 春井ルミ 役[80]
- CM 福岡県交通安全協会（2024年）
- WEB 九州オールトヨタ WEB CM「つながる九州チャンネル」（2021年）[81]。SCRAP オンラインリアル脱出ゲームサマーフェス「謎解きバトル・ロワイアル」（2021年9月4日）[82]、SHOWROOM「CanCamRoom」（2024年7月12日）、YouTube「やかんとアイドル」（2024年8月）[83]
- 雑誌 IDOL AND READ 018（2019年3月13日、 シンコーミュージック）
- テレビ 「福岡のスゴかもん学び隊2」（2022年5月20日、NHK総合・福岡）[84]、ウオカツ「長崎・五島列島 福江島 舞いあがれ!魚の楽園」（2023年1月20日、NHK総合 九州沖縄地域）、大相撲九州場所直前!あつまれふるさと力士（2023年11月10日、NHK総合 九州沖縄地域）
- イベント 「春乃きいな（ばってん少女隊）と語るピースフルナイト -稲佐山平和祈念音楽祭2022アフタートークイベント-」（2022年9月28日、長崎・稲佐山展望台）[85]
- ソロ楽曲『長崎、雨のロマンチカ』（作詞・作曲：クスミヒデオ（赤犬）、グループ初のオリジナルソロ楽曲）[86]
- ソロライブ「春乃きいな 20歳のライブ。」（2021年7月24日）、Go格祈願リレーライブ「春乃きいな ソロライブ〜アイドル謳歌の日！〜」（2023年2月12日）

### 蒼井りるあ
グループ加入当初からRKBラジオ「ばってん少女隊のばってんラジオたいっ!」に不定期出演している。2025年4月からMBSラジオ『オレたちゴチャ・まぜっ!〜集まれヤンヤン〜』にヤンヤンガールズ17期生としてレギュラー出演を開始した。
4歳からダンスを習っていて、福岡ソフトバンクホークスのオフィシャルダンス＆パフォーマンスチーム「ハニーズ」のダンスアカデミーに10年間在籍していた（球団歌の『いざゆけ若鷹軍団』を完璧に踊れる）。2023年から福岡PayPayドームのホークス主催試合にてばってん少女隊の楽曲『よかよかダンス』をハニーズと観客が踊るダンスパフォーマンスが行われており、2023年8月10日の試合では蒼井りるあらばってん少女隊メンバーとハニーズとのスペシャルコラボパフォーマンスが実現した。2024年4月29日の試合にもばってん少女隊が出演し、ハニーズと共作した「“新”よかよかダンス」をお披露目した。
小学6年生の時、博多どんたく港まつりのパレードに初出演。ステージに出演した直後に、スターダストプロモーション（現所属事務所）のスカウトから声をかけられた。ばってん少女隊のライブを初めて見たのも、同じ日であったという。2021年4月2日（中学3年生）、ばってん少女隊に新メンバーとして柳美舞とともに加入。
加入前年に開催された、希山愛20歳の生誕ライブに柳美舞らとバックダンサーとして出演しており、希山愛は「そのときからふたり（蒼井りるあと柳美舞）は、何かが違った」「振りの覚えも早いし、練習のときから笑顔で堂々としていて“かっこいいな”」「（新しいメンバーを選ぶなら）このふたりだな」と思っていたという。
趣味はドラマ・映画の鑑賞、本を読むこと。イチゴのあまおうが大好き。「はふん」「ぷんぷん」といった”りるあ語”をブログなどで使う。「はふん」の意味を聞かれた時に「はふん」は「はふん」ですとの回答
個人のSNSとして、Xのアカウント・Instagramのアカウント・TikTokのアカウント・SHOWROOMのチャンネルを開設している。
- ラジオ MBSラジオ『オレたちゴチャ・まぜっ!〜集まれヤンヤン〜』（2025年4月20日 - 、毎週日曜午前1:30-4:28 土曜深夜） - ヤンヤンガールズ17期生としてレギュラー出演
- 映画『LIBERTY DANCE』（2025年9月12日公開） - 佐倉瞳 役[101]、『リバダン！ノベライズビジュアルブック』（2025年8月1日発売、みらいパブリッシング）にも掲載
- ソロライブ Go格祈願リレーライブ 蒼井りるあ「りるわーるど♡〜はっぴぃバレンタイン〜」（2023年2月11日）

### 柳美舞
幼少期は地元福岡の芸能プロダクションであるアクティブハカタに所属し、タレント養成を受ける傍ら地元ローカルのテレビCM出演や、APC（Active Performance Class）加入期にアイドルグループ活動を始める。2016年からAPCとして地元の博多どんたく港まつりに参加したことを契機に、「橋本環奈の再来」「博多どんたくといえば柳美舞」とネット上で注目を集めるようになり、インターネット放送のAbemaTVに取り上げられるなどした。その年の2018年12月に、アクティブハカタを「卒業」という形で退所。その後、スターダストプロモーション（現所属事務所）の所属となり、2021年4月（中学2年生）、ばってん少女隊の新メンバーとして蒼井りるあとともに加入した。STARDUST THE PARTY 2024でユニット「待つことが苦手組。」に選抜され楽曲「待つことが苦手になりました」（2024年11月24日配信）を披露した。2025年、9月公開の映画『LIBERTY DANCE』で準主演 宮島文 役を務めた。
趣味は猫グッズ集め。特技はダンス、クラシックバレエ、ピアノ。
個人のSNSとして、Instagramのアカウント・TikTokのアカウント・SHOWROOMのチャンネルを開設している。
- CM テレビ山口（2016年2月）[110]、てんじんNOW!（2016年5月）[111]がまだすドーム（2018年4月）[112]、資生堂TSUBAKI（2018年6月）[113]。
- RKBオンライン「ELTソング Gen-Z つじまりイングリッシュ」#01 - #10（2020年11月16日 - 2021年02月22日）[114]
- ヴォーカル作品 月刊偶像「CITY feat. 柳美舞（ばってん少女隊）」[115]（2024年5月8日リリース）[116]、「No Reaction (feat.柳美舞)」（2024年6月26日リリース Joint Beauty『YOLO Vol.1』収録）[117] - ボーカル参加
- 映画『LIBERTY DANCE』（2025年9月12日公開） - 準主演 宮島文 役[118]、『リバダン！ノベライズビジュアルブック』（2025年8月1日発売、みらいパブリッシング）にも掲載
- ソロライブ「柳美舞 1st Solo Live〜first singing voice〜」（2024年2月23日）
- 雑誌『IDOL FILE Vol.35』（2025年4月11日発売、ロックスエンタテインメント）

### 浅井アヤネ
2016年に「TGC KITAKYUSHU 2016 by TOKYO GIRLS COLLECTION」に出演、2022年に雑誌『nicola』に掲載され、2024年からティーンズブランド「Lovetoxic」のレギュラーモデル（3代目ラブトキガール）を務める。
趣味は手話、ダンス、ヴァイオリン。特技は、バレーボール、ヴァイオリン、手話。食べることやお笑いが好き。
個人のSNSとして、Instagramのアカウント・TikTokのアカウント・SHOWROOMのチャンネルを開設している。
2025年加入の新メンバー3名のうち唯一の九州出身で、福岡で小学生の頃からばってん少女隊を見ていた。「関東と九州をつなぐ架け橋みたいな存在になりたい」と語る。
- モデル TGC KITAKYUSHU 2016 by TOKYO GIRLS COLLECTION（2016年10月9日 福岡・西日本総合展示場新館）、ティーンズブランド Lovetoxic 3代目ラブトキガール（2024年 - ）
- 雑誌 nicola（新潮社） 2022年9月号（2022年8月1日発売）、2022年10月号（2022年9月1日発売）
- 映画 『ブルーを笑えるその日まで』（2023年12月8日公開）
- イベント 「最強エンタメくら部2024」（2024年3月28日 大阪・GORILLA HALL OSAKA）
- 広告 『フェスティバトル』1stトレーラー（2024年）

### 逢里みう
趣味はパン作り、手芸、キャラクター集め。特技は、背中を反って顎とつま先をくっつける、マスカラ後のまつ毛に輪ゴムを掛けられること。2024年10月からスタプラ研究生に所属していた。
個人のSNSとして、Instagramのアカウント・TikTokのアカウント・SHOWROOMのチャンネルを開設している。
「私自身が福岡の魅力を学びながら、それをほかの地方の人に伝えていけたらいいな」「福岡出身でない分、地域の魅力を客観的に感じることができるんじゃないかな」と語る。

### 日南心那
趣味はマカロンなどのお菓子作り、写真を撮ること。特技はダンス、早口言葉。第3回スターオーディションファイナリスト。
個人のSNSとして、Instagramのアカウント・TikTokのアカウント・SHOWROOMのチャンネルを開設している。
2015年のばってん少女隊結成時は3歳。「応援してくれる隊員さんへの感謝の気持ちを持って皆さんを楽しませたい」と語る。

### 旧メンバー
| 氏名       | よみ            | ニックネーム            | 生年月日               | 出身地 | メンバーカラー | キャッチフレーズ       | 在籍期間             | 脱退後                                                           |
| ---------- | --------------- | ----------------------- | ---------------------- | ------ | -------------- | ---------------------- | -------------------- | ---------------------------------------------------------------- |
| 西垣有彩   | にしがき ありさ | ありっさー              | 2002年7月21日（23歳）  | 山口県 | ピンク         | ちょ〜しゅ〜産非凡人   | 結成 - 2020年4月30日 | 同事務所の制作3部に移籍して活動                                  |
| 星野蒼良   | ほしの そら     | そらら                  | 2003年11月14日（21歳） | 東京都 | ブルー         | ホークスと読書が大好き | 結成 - 2021年3月28日 | 芸能界引退                                                       |
| 瀬田さくら | せた さくら     | ちゃんちゃん ちゃん瀬田 | 2002年2月2日（23歳）   | 福岡県 | パープル       | 九州食文化愛好会 会長  | 結成 - 2024年12月7日 | 2024年12月末日をもってスターダストプロモーション退所、芸能界引退 |

#### 瀬田さくら
中学1年生の時に、地元のイオンモールで開催されていたイベントにて、チラシをもらいに行ったところスカウトされて現事務所入り。2014年9月、福岡支社のレッスン生で結成されたF-girlsのメンバーとなった。当初はアイドルに興味はなくアナウンサー志望であったが、F-girlsのメンバーとももいろクローバーZのライブを見学したりするうちに、アイドルのことが好きになっていった。2015年6月、ばってん少女隊の結成メンバーとなる。
チャームポイントは大きな耳。九州の食べ物が好物で、「九州食文化愛好会 会長」を名乗っている。「瀬田さくら×食ドラマ」と題して、地元福岡の激ウマ飯、回転焼き・もつ鍋・屋台のラーメンを取り上げたグルメドラマを収録したこともある。
オタク気質であることを自認しており、アニメ鑑賞が趣味で、イラストを描くことが特技である。2023年1月開催のスタプラフェスで「アートチャレンジ」に出場し優勝、描き下ろしたキャラクターが次回2023年10月開催スタプラフェスの公式ペンライトに採用された。
2023年3月6日にABEMA SPECIAL2で配信された「第1回スタコミュAWARD 〜初の栄冠は誰の手に！？〜」にてベストクリエイター部門 最優秀賞を獲得した。
ライブで共演したDJのやついいちろうは、「目力があって『待つ力』がある」「取材の場でじっと座っていても必ず自分のところに話が来るって、自信がある感じがする」「あんまりしゃべらないけど、周りがだんだん気になってしまうタイプ」と評した。
2024年8月7日、瀬田さくらが2024年12月7日をもってばってん少女隊を卒業、同年12月末日をもってスターダストプロモーションを退所し芸能活動を終了することを発表した。
2024年12月7日、福岡・UNITEDLABにて開催された「瀬田さくら卒業公演 -桜歌爛漫-」をもってばってん少女隊を卒業した。
- 舞台 劇団ズッキュン娘第15回公演「ハリケーン・マリア」（2021年1月） - 花岡蘭 役[66]
- CM 有明商事グループ 地元就活篇「有明商事で働きましょうVer」[146]
- イベント 渋谷LOFT9アイドル倶楽部vol.17（2020年10月29日）
- 雑誌 IDOL AND READ 013（2017年12月20日、 シンコーミュージック）。B.L.T. 5月号（2022年3月24日、東京ニュース通信社）[147]。BUBKA 2023年7月号（2023年5月31日、白夜書房）[148]
- 広告 KBCふるさとWish（2022年）[149]
- Web広告 デザイナーズ防音マンション『TRACK/トラック』（2022年、長谷工不動産）[150]
- ソロ楽曲『さくら色ロマンス』[151]
- ソロライブ「せたせいたん！〜2022.2.2 20祭〜」（2022年3月26日）、Go格祈願リレーライブ「サクラコネクト」（2023年2月26日）

## 沿革
小目次: 2015年 - 2016年 - 2017年 - 2018年 - 2019年 - 2020年 - 2021年 - 2022年 - 2023年 - 2024年 - 2025年
前身は2014年9月に誕生した福岡営業所のレッスン生7名で結成された「F-girls」。ばってん少女隊に加入しなかった1名は木下夏希で、現在でもスタダ所属である
2015年
- 6月、メンバー6名（上田理子、春乃きいな、西垣有彩はオーディション、希山愛、瀬田さくら、星野蒼良はスカウト）で「ばってん少女隊」を結成。
- 6月21日、初の単独イベント「だざエフ！！」（会場：だざいふ遊園地）開催。この日を「ばってん少女隊」結成日としている。
- 8月2日、TOKYO IDOL FESTIVAL 2015に出演。
- 9月30日、インディーズ1stシングル『ばってん少女。』リリース

2016年
- 1月17日、4月にビクターエンタテインメント・Colourful Records（カラフルレコーズ）からメジャーデビューと、Zepp Fukuokaでの単独ライブ開催が発表。
- 3月6日、デビューシングル発売記念ツアー「メジャーデビューが決まってもバッテンばっか、それって伸び白ですねぇ！ツアー」開催（～5月7日）
- 3月30日、宗像市観光大使に就任。
- 4月10日、「メジャーデビュー直前ばってん、Zepp Fukuokaがなくなる前にライブできちゃいました大会」開催
- 4月20日、メジャーデビューシングル『おっしょい!』リリース
- 7月17日、2ndシングルリリースツアー「いつか私たちも超（スーパー）に！伸び白埋めてもよかよかツアー」開催（～9月19日）
- 9月14日、メジャー2ndシングル『よかよかダンス』リリース
- 12月17日、3rdシングルリリースツアー「超（スーパー）の次はすぺしゃるだ！’16‐’17（イチロクイチナナ）越冬ツアー」開催（～2017年2月19日）

2017年
- 2月15日、3rdシングル『すぺしゃるでい』リリース。オリコン週間ランキングにてCD1万枚以上を越えて日本ご当地アイドル活性協会より『ご当地アイドル殿堂入り』認定
- 3月28日、ライブツアー「ばってん少女隊の、田舎娘が四大都市のライブハウスを巡るツアー」開催(〜4月6日)
- 5月20日、1stアルバムリリースツアー「アルバム出るけんのびしろ更に、ますとばい！」開催（〜7月2日)
- 6月10日、11日、「ばってん少女隊結成２周年企画「6.10・11スカラエスパシオ大会～梅雨入り前にばってんSTORM！〜」開催
- 6月21日、1stアルバム『ますとばい』リリース
- 9月2日、ライブツアー「ばってん少女隊の、田舎娘2nd～カユい所まで手を届け鯛ツアー」開催（〜11月19日)
- 11月3日、4thシングル『MEGRRY GO ROUND』リリースツアー「廻る」開催（〜12月10日)
- 12月6日、4thシングル『MEGRRY GO ROUND』リリース

2018年
- 3月24日、5thシングル『無敵のビーナス』リリースツアー「いま、会いにゆきナス」開催（〜5月13日)
- 5月9日、5thシングル『無敵のビーナス』リリース
- 5月19日、「5.19 ZEPP DIVERCITY大会～博多美少女上京物語～」開催
- 7月16日、ばってん少女隊結成3周年企画「7.16旗揚げ記念大会 〜博多美少女Vターン物語〜」福岡国際会議場にて開催
- 9月8日、ライブツアー「ばってん少女隊の、田舎娘3rd～ハカタダンスホールベイベー～」開催(〜10月14日)
- 11月3日、6thシングル『BDM』リリースツアー「ビックリ・ドッキリ・メガ」開催（～11月25日）
- 11月21日、6thシングル『BDM』リリース

2019年
- 3月16日、ライブツアー「ばってん少女隊の、田舎娘４th～四大都市のZEPPを巡るツアー～」開催（～3月30日)
- 6月19日、2ndアルバム『BGM』リリース
- 7月12日、春乃きいなが学業専念のため9月より活動一時休止を発表。
- 7月21日、「NUMBER SHOT 2019」出演。
- 9月22日、ライブツアー「ばってん少女隊の、田舎娘５th 〜FORCES〜」開催（～11月24日）

- 2019年末でColourful Recordsとの契約が解除。このことも、メンバーへは9月のライブツアー前に知らされていたことがYouTubeのGuuGoo動画に残されている。

2020年
- 1月13日、「希山愛ソロライブ 愛20～二十歳になりました～」開催。
- 2月24日、「LIVE FIRE vol.1」開催。Yamakatsu、HAUHAIと共に出演。
- 3月26日、春乃きいなの活動再開発表。
- 3月31日、西垣有彩が4月末日をもってグループを脱退することを発表。
- 6月1日、プライベートレーベル「BATTEN Records」の立ち上げ、所属を公式Twitterで発表。同時に5周年目記念企画として、6月21日より5週連続でデジタルシングルの配信を発表。
- 10月28日、3rdアルバム『ふぁん』リリース。
- 11月、「ばってん少女隊 リリース記念LIVE “ふぁんtasy” 2020」開催（11月1日・神奈川と11月8日・福岡で開催）。
- 12月12日、ライブ「上田ハタチ、みんなしっと〜と？コントにライブ、全員集合！」開催。

2021年
- 3月28日、ライブ「ばってん少女隊の、田舎娘FINAL 〜私は私に期待大！！！〜」開催。星野蒼良がこの公演をもって卒業した。公演の最後に５人体制の終了が宣言された直後、きつねの仮面を着けた蒼井りるあと柳美舞を含めた６人が出演して(この時点では誰かは伏せられていた）OiSaを披露しただけで無言で立ち去る。モニター画面に6人増員されたことが解るシルエットと4月2日のライブの告知で終了。
- 4月2日、ばってん少女隊生配信ライブ「新学期deshite」配信。同時に蒼井りるあと柳美舞が加入した。
- 2021年4月度 有線放送J-POPお問合せランキング第1位を、楽曲「OiSa」（アルバム『ふぁん』収録）が獲得。
- 5月21日、新体制初となるデジタルシングル『ばりかたプライド』リリース。7月4日にはデジタルシングル『FREEな波に乗って』をリリース。
- 7月3日、「ばってん少女隊6周年記念ライブ」を開催。
- 7月24日、「春乃きいな 20歳のライブ。」を開催。
- 9月12日、ライブツアー「ばってん少女隊 Autumn Tour 2021『温故知新』」を開催（〜9月26日）
- 11月10日、シングル『わたし、恋始めたってよ！』をリリース。
- 12月4日、シングル『OiSa -2021 ver.-』をリリース。
- 12月、年末ワンマンライブを開催（12月4日に福岡、12月18日に東京で開催）。
- 2021年12月度 有線放送J-POPお問合せランキング第1位を、楽曲「わたし、恋始めたってよ！」が獲得

2022年
- 3月18日、シングル『YOIMIYA』をリリース。
- 3月26日、「せたせいたん！〜2022.2.2 20祭〜」（振替公演）を開催。
- 4月16日、仙台＋東名阪ツアー「令和4年度 春の入隊式！」を開催（〜4月30日）
- 5月7日、「九州7ツアー〜7周年福岡国際会議場で再集結の約束〜」を開催（〜5月29日）
- 6月29日、シングル『虹ノ湊』をリリース。
- 7月3日、7周年記念ワンマンライブを福岡国際会議場にて開催。
- 9月1日付 有線J-POPお問合せランキングの第1位を『虹ノ湊』が獲得。
- 10月19日、4thアルバム『九祭』をリリース。
- 11月26日、ワンマンライブ「御祭sawagi〜踊れ心騒げ〜」を中野サンプラザにて開催。
- 12月、リアルばってん放送局〜2022大忘年会〜 in横浜／福岡を開催（12月28日に横浜、12月29日に福岡で開催）。

2023年
- 4月1日、ばってん少女隊 2023 SPRING 『想定の遥かナナメ上』ツアーを開催（〜5月13日）、台湾を含む5会場。4月1日、ばってん少女隊公式LINEアカウントを開設。
- 春、福岡PayPayドームの福岡ソフトバンクホークス主催試合にて、2016年リリースの楽曲『よかよかダンス』をハニーズと観客が踊るダンスパフォーマンスが開始。
- 7月8日、ばってん少女隊8周年記念ライブをキャナルシティ劇場にて開催。
- 7月22日、シングル『あんたがたどこさ〜甘口しょうゆ仕立て〜』をリリース。
- 8月、BATTEN 音楽の日〜隊員と作るリクエストライブ〜を福岡と東京にて開催。
- 9月、ばってん少女隊、秋の緊急入隊式を東名阪3会場にて開催。
- 12月7日、シングル『ヒナタベル』（c/w『でんでらりゅーば！』）をリリース。
- 12月17日、ワンマンライブ 〜今宵はヒナタのジングルベル〜をTOKYO DOME CITY HALLにて開催。

2024年
- 3月22日、シングル『ureshiino』をリリース。
- 3月28日、Zeppツアー「ばってん少女隊2024 春が来てureshiinoツアー さがしものがみつかるZepp（ばしょ）」を開催（〜4月21日）。
- 4月29日、福岡PayPayドームにて福岡ソフトバンクホークスのハニーズと共作した「“新”よかよかダンス」をお披露目。
- 6月23日、ばってん少女隊9周年記念ライブを福岡市民会館 大ホールにて開催。
- 7月26日、シングル「トライじん」をリリース。
- 8月7日、瀬田さくらが2024年12月7日をもってばってん少女隊を卒業、同年12月末日をもってスターダストプロモーションを退所し芸能活動を終了することを発表した。瀬田の卒業に伴い、新メンバーオーディションの募集（〜9月30日）をし、9月23-29日に「KBC推薦枠オーディションイベント」をSHOWROOMにて開催した。
- 9月7日、BATTEN GIRLS TOUR 2024 -TRY-を開催（〜10月19日）。
- 11月13日、5thアルバム『九伝』をリリース。
- 12月7日、瀬田さくらが福岡・UNITEDLABにて開催された「瀬田さくら卒業公演 -桜歌爛漫-」をもって、ばってん少女隊を卒業した。

2025年
- 3月、新メンバーとして、浅井アヤネ、逢里みう、日南心那の3名が加入し8人体制となり、活動拠点に東京が加わった。
- 5月28日、新体制となってから初のワンマンライブ ばってん少女隊〜つなぐ〜 vol.1を開催、6月7日にvol.2を開催した。
- 7月25日、新体制初シングル『進め！乙女は止まらない』をリリース。
- 8月3日、ばってん少女隊10周年記念ライブをLINE CUBE SHIBUYAにて開催。
- 8月5日、10月から12月にかけて開催される「ふくおか県芸術文化祭2025」アンバサダーに決定した。

## 作品
小目次: シングル - アルバム - 参加作品 - 映像作品
順位はオリコン・ウィークリーランキング最高順位。

### シングル
| #                                          | 発売日                                     | 収録曲（太字はタイトル曲） | 形態 | 規格品番                                              | 順位                                       |
| インディーズ・レーベル（STARDUST RECORDS） | インディーズ・レーベル（STARDUST RECORDS） | インディーズ・レーベル（STARDUST RECORDS） | インディーズ・レーベル（STARDUST RECORDS） | インディーズ・レーベル（STARDUST RECORDS）            | インディーズ・レーベル（STARDUST RECORDS） |
| ------------------------------------------ | ------------------------------------------ | --- | --- | ----------------------------------------------------- | ------------------------------------------ |
| 1                                          | 2015年9月30日                              | ばってん少女。 夢のキャンバス（ドリーム盤・ばってん盤のみ） アツか夏きたばい!（アツか盤・ばってん盤のみ） | ドリーム盤(九州・山口・沖縄限定盤)(CD) アツか盤(九州・山口・沖縄限定盤)(CD) ばってん盤(Loppi・HMV全国盤)(CD)                                                                                 | ZXRC-1036 ZXRC-1037 ZXRC-1038                         | 19位                                       |
| メジャー・レーベル（Colourful Records）    |                                            | | |                                                       |                                            |
| 1                                          | 2016年4月20日                              | おっしょい! 作詞・作曲・編曲：渡邊忍（ASPARAGUS） 知っとっちゃん 作詞・作曲・編曲：中谷信行 さよならDESTINY（聴きんしゃい盤のみ） 作詞・作曲・編曲：AKIRASTAR いざゆけ若鷹軍団（ホークスとごいっしょ盤のみ） 作詞：原田種良、補作詞：森由里子、作曲：富山光弘、編曲：AKIRASTAR | 【初回限定盤】見んしゃい盤(CD+DVD) 【通常盤】聴きんしゃい盤(CD) 【期間限定生産盤】ホークスとごいっしょ盤(CD)                                                                                 | VIZL-959 VICL-37160 VICL-37161                        | 10位                                       |
| 2                                          | 2016年9月14日                              | よかよかダンス 作詞・作曲：小野武正（KEYTALK）、編曲：NARASAKI フレッ!フレッ!フレンズ（見んしゃい盤・聴きんしゃい盤のみ） 作詞・作曲・編曲：AKIRASTAR 君の手（手をつないで・聴きんしゃい盤のみ） 作詞：中谷信行・川之上智子、作曲・編曲：中谷信行 でてこい とびきり ZENKAIパワー!（ドラゴンボール超とごいっしょ盤・聴きんしゃい盤のみ） 作詞：荒川稔久、作曲：池毅、編曲：NARASAKI | 【初回生産限定盤】見んしゃい盤(CD+DVD) 【初回生産限定盤】手をつないで盤(CD) 【初回生産限定盤】ドラゴンボール超とごいっしょ盤(CD) 【通常盤】聴きんしゃい盤(CD)                                | VIZL-1027 VICL-37207 VICL-37208 VICL-37209            | 10位                                       |
| 3                                          | 2017年2月15日                              | すぺしゃるでい 作詞：MELON、作曲・編曲：4106xxx（SCAFULL KING、BRAZILIANSIZE） コトバテニス（見んしゃい盤・つたえたい盤・聴きんしゃい盤のみ） 作詞・作曲：三原康司（フレデリック）、編曲：フレデリック ころりん HAPPY FANTASY（つたえたい盤・ころりん盤・聴きんしゃい盤のみ） 作詞・作曲：麻方詩乃、編曲：Will Mayfield                                                            | 【初回生産限定盤】見んしゃい盤(CD+DVD) 【初回生産限定盤】つたえたい盤(CD) 【初回生産限定盤】ころりん盤(CD) 【通常盤】聴きんしゃい盤(CD)                                                      | VIZL-1101 VICL-37241 VICL-37242 VICL-37243            | 5位                                        |
| 4                                          | 2017年12月6日                              | MEGRRY GO ROUND 作詞・作曲：三原康司、編曲：フレデリック Going My Way（見んしゃい盤・聴きんしゃい盤のみ） 作詞・作曲：麻方詩乃、編曲：Will Mayfield 己MYself（聴きんしゃい盤のみ） 作詞・作曲・編曲：渡邊忍 | 【初回生産限定】見んしゃい盤＜CD+Blu-ray＞ 【通常盤】聴きんしゃい盤＜CD＞ 【初回生産限定】ちょ～しゅ～ハスキー盤＜CD＞ 【初回生産限定】怪獣黒帯盤＜CD＞ 【初回生産限定】春のセーター盤＜CD＞ | VIZL-1281 VICL-37340 VICL-37341 VICL-37342 VICL-37343 | 10位                                       |
| 5                                          | 2018年5月9日                               | 無敵のビーナス 作詞：高橋久美子、作曲：阪井一生、編曲：鈴木Daichi秀行 bye bye bye（見んしゃい盤・聴きんしゃい盤のみ） 作詞・作曲・編曲：ヤマモトショウ ススメ！MIGHTY GIRL（聴きんしゃい盤のみ） 作詞・作曲・編曲：クスミヒデオ | 【初回生産限定】見んしゃい盤＜CD+Blu-ray＞ 【通常盤】聴きんしゃい盤＜CD＞ 【初回生産限定】ちょ～しゅ～ハスキー盤＜CD＞ 【初回生産限定】怪獣黒帯盤＜CD＞ 【初回生産限定】春のセーター盤＜CD＞ | VIZL-1375 VICL-37380 VICL-37381 VICL-37382 VICL-37383 | 6位                                        |
| 6                                          | 2018年11月21日                             | BDM 作詞・作曲：小野武正、編曲：masasucks スターダスト（見んしゃい盤・聴きんしゃい盤のみ） 作詞：sugarhigh18、作曲・編曲：4106xxx ハカタダンスホールベイベー（聴きんしゃい盤のみ） 作詞：ユリナダゴールドディッガー、作曲：松田岳二、編曲：松田“チャーベ"岳二 | 【初回生産限定】見んしゃい盤＜CD+Blu-ray＞ 【通常盤】聴きんしゃい盤＜CD＞ 【初回生産限定】ちょ～しゅ～ハスキー盤＜CD＞ 【初回生産限定】怪獣黒帯盤＜CD＞ 【初回生産限定】春のセーター盤＜CD＞ | NZS-765 VICL-37443 VICL-37444 VICL-37445 VICL-37446   | 7位                                        |
| 7                                          | 2019年3月13日                              | 6STARS 作詞・作曲：小野武正、編曲：masasucks | 各音楽配信サイト、定額ストリーミングサイトにて配信 |                                                       |                                            |
| プライベート・レーベル (BATTEN Records)    |                                            | | |                                                       |                                            |
| 1                                          | 2020年6月21日                              | ありがとーと 作詞：ヤマモトショウ、作曲：Yocke | 各種配信・ストリーミングサービスにてリリース |                                                       |                                            |
| 2                                          | 2020年7月1日                               | でぃすたんす 作詞・作曲：久下真音 | 各種配信・ストリーミングサービスにてリリース |                                                       |                                            |
| 3                                          | 2020年7月8日                               | Over 作詞・作曲：金子麻友美 | 各種配信・ストリーミングサービスにてリリース |                                                       |                                            |
| 4                                          | 2020年7月15日                              | Dancer in the night 作詞・作曲：KAKUWA | 各種配信・ストリーミングサービスにてリリース |                                                       |                                            |
| 5                                          | 2020年7月22日                              | MILLION SUMMERS 作詞・作曲：小野武正 | 各種配信・ストリーミングサービスにてリリース |                                                       |                                            |
| 6                                          | 2021年5月21日                              | ばりかたプライド 作詞・作曲：ANDW | ミュージックカードおよび配信シングルにてリリース | BTRC-1004                                             |                                            |
| 7                                          | 2021年7月4日                               | FREEな波に乗って 作詞：永井葉子、作曲：松隈ケンタ | ミュージックカードおよび配信シングルにてリリース | BTRC-1005                                             |                                            |
| 8                                          | 2021年11月10日                             | わたし、恋始めたってよ！ 作詞・作曲：渡邊忍（ASPARAGUS） | ミュージックカードおよび配信シングルにてリリース | BTRC-1006 BTRC-1007                                   |                                            |
| 9                                          | 2021年12月4日                              | OiSa -2021 ver.- 作詞・作曲：渡邊忍（ASPARAGUS） | CDおよび配信シングルにてリリース 12月1日に先行配信リリース | BTRC-1008                                             |                                            |
| 10                                         | 2022年3月18日                              | YOIMIYA プロデュース：ケンモチヒデフミ（水曜日のカンパネラ） | ミュージックカードおよび配信シングルにてリリース |                                                       |                                            |
| 11                                         | 2022年6月29日                              | 虹ノ湊 作詞・作曲：Rin音 | ミュージックカードおよび配信シングルにてリリース 曲名の読み：コウノミナト |                                                       |                                            |
| 12                                         | 2023年7月28日                              | あんたがたどこさ〜甘口しょうゆ仕立て〜 作詞：Rachel（chelmico）、作曲：PARKGOLF BAIKA 作詞：おかもとえみ、作曲：PARKGOLF | ミュージックカードおよび配信シングルにてリリース |                                                       |                                            |
| 13                                         | 2023年12月7日                              | ヒナタベル 作詞：A夏目、作曲：Taro Ishida でんでらりゅーば！ 作詞：Daoko、作曲：GuruConnect | ミュージックカードおよび配信シングルにてリリース |                                                       |                                            |
| 14                                         | 2024年3月22日                              | ureshiino 作詞・作曲：KBSNK（TEMPLIME、Limre） | ミュージックカードおよび配信シングルにてリリース |                                                       |                                            |
| 15                                         | 2024年7月26日                              | トライじん 作詞・作曲：ケンモチヒデフミ サニー・サイド・スリープオーバー 作詞・作曲：ウ山あまね | 各種配信・ストリーミングサービスにてリリース |                                                       |                                            |
| 16                                         | 2025年7月25日                              | 進め！乙女は止まらない 作詞・作曲：田中隼人 / 長沢知亜紀 | ミュージックカードおよび配信シングルにてリリース |                                                       |                                            |

### アルバム
| #                             | 発売日                        | アルバム名                    | 収録曲 | 形態 | 規格品番 | 順位                          |
| メジャー（Colourful Records） | メジャー（Colourful Records） | メジャー（Colourful Records） | メジャー（Colourful Records） | メジャー（Colourful Records） | メジャー（Colourful Records）                                                                                             | メジャー（Colourful Records） |
| ----------------------------- | ----------------------------- | ----------------------------- | --- | --- | --- | ----------------------------- |
| 1                             | 2017年6月21日                 | ますとばい                    | 1. おっしょい! 作詞・作曲・編曲：渡邊忍（ASPARAGUS） 2. ばってん少女。(ますとばいver.) 作詞・作曲・編曲：AKIRASTAR 3. びびび美少女 作詞・作曲：ヤマモトショウ、編曲：宮野弦士 4. 夢のスコール 作詞：児玉雨子、作曲：吉田哲人、作曲：吉澤幸男（GAGAKIRISE） 5. STORM! 作詞：ノマアキコ、作曲：松隈ケンタ、作曲：SCRAMBLES 6. ますとばい! 作詞・作曲・編曲：AKIRASTAR 7. とーと。 作詞・作曲・編曲：松田岳二 8. コトバテニス 作詞・作曲：三原康司（フレデリック）、編曲：フレデリック 9. のびしろ行進曲 作詞：中谷信行・川之上智子、作曲・編曲：中谷信行 10. 乙女ノ手札 作詞：理姫（アカシック）、作曲・編曲：4106xxx（SCAFULL KING、BRAZILIANSIZE） 11. よかよかダンス 作詞・作曲：小野武正（KEYTALK）、編曲：NARASAKI 12. すぺしゃるでい 作詞：MELON、作曲・編曲：4106xxx（SCAFULL KING、BRAZILIANSIZE） 13. but-show TiME 作詞・作曲・編曲：渡邊忍（ASPARAGUS） | 【初回限定盤】ますと盤(CD+インストCD＋Photobook+Blu-ray) 見んしゃい盤 (CD+Blu-ray) 聴きんしゃい盤 （CDのみ） | VIZL-1182 VIZL-1183 VICL-64806                                                                                            | 15位                          |
| 2                             | 2019年6月19日                 | BGM                           | 1. Prologue -Message from Outta Space- ばってん少女隊・Josh from outta space 2. BDM 作詞・作曲：小野武正、編曲：masasucks 3. Killer Killer Smile 作詞：ユウキ、作曲：太田晴之、編曲：masasucks 4. 6STARS 作詞：TAITAN、作曲：ARAKI、編曲：masasucks 5. 崇シ増シ×××物語 作詞・作曲・編曲：TAKUYA 6. 己MYself 作詞・作曲・編曲：渡邊忍 7. MEGRRY GO ROUND 作詞・作曲：三原康司、編曲：フレデリック 8. 無敵のビーナス 作詞：高橋久美子、作曲：阪井一生、編曲：鈴木Daichi秀行 9. ハカタダンスホールベイベー 作詞：ユリナダゴールドディッガー、作曲：松田岳二、編曲：松田“チャーベ"岳二 10. スターダスト 作詞：sugarhigh18、作曲・編曲：4106xxx 11. Number Shot 作詞・作曲・編曲：masasucks 12. FORCES 作詞：Tomomi、作曲・編曲：宗本康兵 | 【初回限定生産盤】見んしゃい盤(CD2枚組+Blu-ray+ブックレット+専用イベントチケット) 【通常盤】聴きんしゃい盤(CDのみ) | VIZL-1609 VICL-65217 | 8位                           |
| インディーズ (BATTEN Records) |                               |                               | | | |                               |
| 3                             | 2020年10月28日                | ふぁん                        | 1. ふぁんtasy 作曲：久下真音 2. スウィンギタイ 作詞・作曲：AKIRASTAR 3. MILLION SUMMERS 作詞・作曲：小野武正 4. OTOMEdeshite 作詞・作曲：久下真音 5. でぃすたんす 作詞・作曲：久下真音 6. OiSa 作詞・作曲：渡邊忍 2021年4月度 有線放送お問合せランキング 第1位 2024年4月にMVが500万回再生を突破 7. Dancer in the night 作詞・作曲：KAKUWA 8. ジャン！ジャン！ジャン！ 作詞・作曲：フジノタカフミ 9. ありがとーと 作詞：ヤマモトショウ、作曲：Yocke 10. Dear My Blues 作詞・作曲：ANDW 11. Just mean it! 作詞・作曲：久下真音 12. Over 作詞・作曲：金子麻友美 | ①【通常版】CDのみ ②【ダウンロードカード付き豪華動画盤】 CD（12曲＋ボーナス・トラック「Happy」（全員歌唱））＋豪華仕様ブックレット＋映像特典 ③【ごいっしょ盤】 CD（12曲＋ボーナス・トラック「Happy」（各メンバーソロ歌唱）） ＋ボーナス・トラック「Happy」（作詞・作曲：KAKUWA）の各メンバーソロ歌唱 ＋メンバーこだわりブックレット＋映像特典 ④【スペシャルグッズ盤】通常盤CD（12曲）＋各メンバーアクリルキーホルダー | ①BTRC-1001 ②BTRC-1002 ③-①希山盤BTRC-10031 ③-②上田盤BTRC-10032 ③-③春乃盤BTRC-10033 ③-④瀬田盤BTRC-10034 ③-⑤星野盤BTRC-10035 | -                             |
| 4                             | 2022年10月19日                | 九祭                          | 1. OiSa (2021 ver.) 作詞・作曲：渡邊 忍（ASPARAGUS） 2. わたし、恋始めたってよ！ 作詞・作曲：渡邊 忍 3. YOIMIYA 作詞・作曲：ケンモチヒデフミ（水曜日のカンパネラ） 4. 御祭sawagi 作詞：ASOBOiSM、作曲：PARKGOLF・ASOBOiSM 5. さがしもの 作詞・作曲：ケンモチヒデフミ 6. 和・華・蘭 作詞：Daoko、作曲：GuruConnect・Daoko 7. 沸く星 作詞：没 a.k.a NGS（Dos Monos）・uami、作曲：没 a.k.a NGS・uami 8. Bright & Breezy 作詞：YonYon、作曲：YonYon・DÉ DÉ MOUSE 9. 南風音頭 作詞：村里 杏・サトウ ショウゴ、作曲：サトウ ショウゴ 10. 禊 the MUSIC 作詞・作曲：渡邊 忍 11. 虹ノ湊 作詞：Rin音、作曲：Rin音・Taro Ishida 12. OiSa PARKGOLF REMIX | ①【通常盤 / 全国流通販売】CD＋ブックレット16P＋トレーディングカード封入：19種中1種 ②【動画盤 / BATTEN Store限定販売】CD＋ブックレット16P＋「虹ノ湊」MVメイキング完全版 エムカード同梱＋トレーディングカード封入：動画盤専用デザイン1種 ③【豪華盤 / 初回生産限定・BATTEN Store限定販売】「九祭」インスト盤付き2枚組CD＋ブックレット20P＋ジャケットonジャケット(透明シート)つき＋エムカード（「虹ノ湊」MVメイキング完全版＋7周年振り返り対談＋夏休みおまけ映像）同梱＋3rd AL「ふぁん」・Sg「ばりかたプライド」・「FREEな波に乗って」インスト エムカード同梱＋トレーディングカード封入：豪華盤専用デザイン1種 アイドル楽曲大賞2022 アルバム部門 第1位 2024年6月26日にアナログ盤をリリース | ①BTRC-1011 ②BTRC-1012 ③BTRC-1013                                                                                          | 9位                           |
| 5                             | 2024年11月13日                | 九伝                          | 1. トライじん 2. My神楽 3. it's 舞 calling 4. ureshiino 5. でんでらりゅーば！ 6. サニー・サイド・スリープオーバー 7. あんたがたどこさ〜甘口しょうゆ仕立て〜 8. ヒナタベル 9. BAIKA 10. でんでらりゅーば！feat.Daoko | ①【通常盤】 ②【豪華版】CD+Blu-ray「ばってん少女隊9周年記念ライブ」+アルバム収録曲のインストゥルメンタル音源とバラエティ映像を収録したエムカード | ①BTRC-1019 ②BTRC-1020 |                               |

### 参加作品
- キケチャレ！feat. ばってん少女隊「フリースタイル男女」（2017年6月14日、アルバム『LIFE』収録）[247][248]
- ドラゴンボール超 超・主題歌集（2018年2月28日、楽曲「よかよかダンス」収録）
- MUSIC ACTION FUKUOKA「Beat goes on」（2020年9月） - 福岡の音楽産業支援キャンペーン[249]

### 映像作品
- 5.19 ZEPP DIVERCITY大会〜博多美少女上京物語〜（2019年2月6日、ライブBlu-ray）
- ふぁんtasy 2020（2021年3月17日、ライブBlu-ray）[250]
- ばってん少女隊 2021 年末ワンマンライブ 『わたし、恋始めたってよ！』（2022年5月18日、ライブBlu-ray）[251]
- ばってん少女隊 ワンマンライブ『御祭sawagi〜踊れ心騒げ〜』（2023年03月29日、ライブBlu-ray）[252]
- ばってん少女隊 年末公演〜今宵はヒナタのジングルベル〜（2024年4月19日、ライブBlu-ray）[253]

## タイアップ
| 楽曲                                   | タイアップ                                                                             | 収録作品                                  |
| -------------------------------------- | -------------------------------------------------------------------------------------- | ----------------------------------------- |
| ばってん少女。                         | 有明ファーム「トマト篇」「しいたけ篇」CMソング                                         | インディーズ1stシングル「ばってん少女。」 |
| さよならDESTINY                        | 南九州自動車教習所 CMソング                                                            | メジャー1stシングル「おっしょい!」        |
| よかよかダンス                         | フジテレビ系テレビアニメ『ドラゴンボール超』エンディングテーマ                         | メジャー2ndシングル「よかよかダンス」     |
| FREEな波に乗って                       | 2021tvk高校野球神奈川大会中継 （第103回 全国高等学校野球選手権神奈川大会）テーマソング | 2021年7月4日配信リリース                  |
| あんたがたどこさ〜甘口しょうゆ仕立て〜 | テレビ朝日系 musicるTV 2023年8月度オープニングテーマ                                   | 2023年7月28日リリース                     |

## 出演
小目次: ラジオ - CM - テレビ - 舞台 - 書籍 - その他

### ラジオ
- GIRLS☆PUNCH ばってん少女隊のばってんラジオたいっ!(RKBラジオ、2016年3月29日 - 、毎週月曜日23:30-24:00)[254][255]
- ばってん少女隊の”FMばってん放送局”（FM福岡、2021年10月7日 - 2023年3月30日、毎週木曜日20:25-20:55）[256] - パーソナリティは上田理子とクワハラタクヤ
- DIG!!!!!!!!FUKUOKA（FM福岡、2024年1月4日 - 、毎週木曜12:30-16:30） - 上田理子が木曜パーソナリティとして出演。2024年7月25日にはメンバー全員が出演した。

### CM
- 有明ファーム（2016年）[257]
- グリーンランド『ウォーターパーク プール篇』（2017年）[258]

### テレビ
- バリはやッ!ZIP!(福岡放送)
(希山愛：金曜日 天気コーナーアシスタント担当 2019年10月4日 - 2020年9月25日)

### 舞台
- 劇団ズッキュン娘 第15回本公演「ハリケーン･マリア」（2021年1月20日 - 24日、東京・銀座博品館劇場） - 瀬田さくら・上田理子出演

### その他
- ビオレu 泡ハンドソープ「弱酸性のあいつ」（2018年5月17日、花王）
- ばってん少女隊 ヴィレッジヴァンガード コラボグッズ（2019年、デザイン：おほしんたろう）[259]
- 宗像市観光大使（2016年 - ）[260][261]
  - 赤馬館7周年応援隊（2021年）[262] など
- SPINNSとのコラボレーション（2022年） - コラボアイテム、来店イベント
- YouTube「ばってん放送局」（不定期配信）[263]
- AKIIICLASSIC×ばってん少女隊 コラボアイテム・コラボイベント（2023年）
- ばってん少女隊 × 横浜東急REIホテル 『ばってん！大忘年会は終わらない in 横浜』（2022年12月）
- 札幌東急REIホテル × ばってん少女隊 北海道で御祭sawagi〜おどREI心騒げ〜 中野サンプラザ公演メンバー解説付き観賞会（2023年5月7日）
- ばってん少女隊の九上昇!（2023年、AuDee）
- WEBマガジン 月刊まっぷる（昭文社）
  - 2023年9月号「ばってん少女隊の博多推しガイド 前編」（2023年9月1日）[264][265]
  - 2023年10月号「ばってん少女隊の博多推しガイド 後編」（2023年10月1日）[266][267]
  - 2024年5月号「長崎推しガイド」（2024年5月1日）[268][269]
  - 2024年8月号「ばってん少女隊 が選ぶ！大分の推しみやげ」（2024年8月1日）[270] - 推しみやげ連載の初回
  - 2024年9月号「ばってん少女隊 が選ぶ！佐賀の推しみやげ」（2024年9月1日）[271]
  - 2024年10月号「ばってん少女隊 が選ぶ！鹿児島の推しみやげ」（2024年10月1日）[272]
  - 2024年11月号「ばってん少女隊 が選ぶ！熊本の推しみやげ」（2024年11月1日）[273]
  - 2024年12月号「ばってん少女隊 が選ぶ！宮崎の推しみやげ」（2024年12月1日）[274]
  - 2025年1月号「ばってん少女隊 が選ぶ！長崎の推しみやげ」（2024年12月27日）[275]
  - 2025年2月号「ばってん少女隊 が選ぶ！福岡の推しみやげ」（2025年1月31日）[276]
- YouTube「ばってん少女隊の裏返してばってん」[277]（2024年7月 - ） - 隔週土曜に公開
- 鰻楽 大森淡水「うなぎでニッポンを元気に！プロジェクト」（2024年） - 無限会社スタプラのコラボレーション
- 日本郵政 MEKIMEKI体操コンテスト グループ賞（2024年）
- 「ふくおか県芸術文化祭2025」アンバサダー（2025年）[278]
- テレ朝動画logirl「川上アキラのひとりふんどしGirl Premium」（2025年5月19日 - 、毎月第3月曜19:00 - ） - 蒼井りるあ、浅井アヤネ、逢里みう、日南心那の4名（あせりぃず）がMCを担当

## 書籍
- Top Yell NEO 2020〜2021（2020年12月28日発売、Top Yell NEO編集部）
- Top Yell NEO 2021 AUTUMN（2021年9月30日発売、Top Yell NEO編集部）
- ROCKIN'ON JAPAN 2022年5月号（2022年3月30日発売、ロッキング・オン）
- BUBKA 2022年5月号（2022年3月31日発売、白夜書房）
- Top Yell NEO 2022 AUTUMN（2022年9月30日発売、Top Yell NEO編集部）
- Top Yell NEO 2023 SUMMER（2023年6月30日発売、Top Yell NEO編集部）
- Ray 2024年7月号（2024年5月23日発売、主婦の友社）
- シティ情報Fukuoka 2025年1月号（2024年12月28日発売、シティ情報ふくおか） - 表紙とインタビュー
- Zipper 2025年夏号（2025年6月30日、祥伝社）

## ライブ・イベント
小目次: 主なライブ - ツアー - 主なイベント（2025年）

### 主なライブ
- メジャーデビュー直前ばってん、Zepp Fukuokaがなくなる前にライブできちゃいました大会！（2016年4月10日、福岡・Zepp Fukuoka）[279]
- 10.29渡辺通り大会〜ここからBEATば刻んでもよかよかよかSTATION〜（2016年10月29日、福岡・BEAT STATION）[280]
- 6.10・11スカラエスパシオ大会〜梅雨入り前にばってんSTORM!〜（2017年6月10-11日、福岡・スカラエスパシオ）[281]
- 年末だよ、渡辺通り大会〜2日間BEATば刻んでもよかよかよかSTATION〜（2017年12月27-28日、福岡・BEAT STATION）[282]
- 5.19 ZEPP DIVERCITY大会 ～博多美少女上京物語～（2018年5月19日、東京・Zepp DiverCity TOKYO）[283]
- 7.16旗揚げ記念大会 〜博多美少女Vターン物語〜（2018年7月16日、福岡・福岡国際会議場）[284]
- 12.28川崎大会〜Beginning Destruction Moratorium〜（2018年12月28日、神奈川・カルッツかわさき）
- “ふぁんtasy” 2020（2020年11月1日：神奈川・KT Zepp Yokohama[285]、11月8日：福岡・Zepp Fukuoka[286][287]）
- 上田ハタチ、みんなしっと〜と？コントにライブ、全員集合！（2020年12月12日、東京・Zepp Fukuoka）
- ばってん少女隊の、田舎娘FINAL 〜私は私に期待大！！！〜（2021年3月28日、東京・TSUTAYA O-EAST）[185][186][288][289]
- 「ばりかたプライド」リリース記念オンラインライブ（2021年6月13日配信）[290][291][292][293] - NTTドコモの5Gと、AMATELUS「AMATELUS」を用いた自由視点映像
- ばってん少女隊6周年記念ライブ（2021年7月3日、福岡・福岡国際会議場メインホール）[294][295][296]
- 【VR】ばってん少女隊 Special VR Live 2021（2021年9月3日配信開始、DMM.com）[297]
- 年末ワンマンライブ（2021年12月4日：福岡・Zepp Fukuoka、2021年12月18日：東京・品川ステラボール[298]）
- 7周年記念ワンマンライブ（2022年7月3日、福岡・福岡国際会議場）[299][300]
- ばってん少女隊「令和4年度、秋の入隊式」（2022年9月19日、東京・恵比寿ザ・ガーデンホール） - 2部制、1部はTask have Funとのツーマン
- 地方創生ライブ（いぎなり東北産とのツーマンライブ）
  - 地方創生ライブ 〜いぎなり少女隊〜 in 仙台（2022年9月24日、宮城・仙台PIT）
  - 地方創生ライブ 〜ばってん東北産〜 in 福岡（2022年10月9日、福岡・福岡UNITEDLAB）[301]
- ばってん少女隊 Special VR Live 2022（2022年11月1日配信開始）[302]
- 中野サンプラザワンマンライブ「御祭sawagi〜踊れ心騒げ〜」（2022年11月26日、中野サンプラザ）
- リアルばってん放送局
  - リアルばってん放送局〜2022大忘年会〜 in横浜（2022年12月28日、神奈川・KT Zepp Yokohama）MC:瀬戸口俊介
  - リアルばってん放送局〜2022大忘年会〜 in福岡（2022年12月29日、福岡・福岡UNITEDLAB）MC:クワハラタクヤ
- Go格祈願リレーライブ（福岡・DRUM LOGOS）
  - 希山愛「HAPPY i Land 〜愛20+3〜」（2023年1月21日）
  - 上田理子「上田ソロ〜Wピース〜」（2023年1月22日）
  - 蒼井りるあ「りるわーるど♡〜はっぴぃバレンタイン〜」（2023年2月11日）
  - 春乃きいな「春乃きいな ソロライブ〜アイドル謳歌の日！〜」（2023年2月12日）
  - 瀬田さくら「サクラコネクト」（2023年2月26日）
- ばってん少女隊8周年記念ライブ（2023年7月8日、福岡・キャナルシティ劇場）[303]
- BATTEN 音楽の日〜隊員と作るリクエストライブ〜（2023年8月11日 福岡・Zepp Fukuoka、8月20日 東京・Zepp DiverCity）
- ばってん少女隊年末公演 〜今宵はヒナタのジングルベル〜（2023年12月17日、東京・TOKYO DOME CITY HALL）[304]
  - 2024年10月19日に「ばってん少女隊年末公演〜今宵はヒナタのジングルベル〜 360 Reality Audio Version」が販売開始
- ばってん少女隊9周年記念ライブ（2024年6月23日、福岡・福岡市民会館 大ホール）
- 瀬田さくら卒業公演（2024年11月29日 神奈川・カルッツかわさき、2024年12月7日 福岡・UNITEDLAB）[305]
- ばってん少女隊〜つなぐ〜 vol.1（2025年5月25日、東京・恵比寿ザ・ガーデンルーム）[306]
- ばってん少女隊〜つなぐ〜 vol.2（2025年6月7日、東京・品川インターシティホール）
- ばってん少女隊10周年記念ライブ（2025年8月3日、東京・LINE CUBE SHIBUYA）[307]

### ツアー
小目次: 2017春 - 2017秋 - 2018秋 - 2019春 - 2019秋 - 2021秋 - 2022春1 - 2022春2 - 2023春 - 2023秋 - 2024春 - 2024秋

### 主なイベント
小目次: 2015 - 2016 - 2017 - 2018 - 2019 - 2020 - 2021 - 2022 - 2023 - 2024 - 2025
2015年
- 水城・大野城築造 竈門神社創建1350年 九州国立博物館 開館10周年 日本遺産認定記念 ももクロ男祭り2015 in 太宰府（2015年10月31日、大宰府政庁跡）

2016年
- 俺の藤井 2016 in さいたまスーパーアリーナ 〜Tynamite!!〜（2016年1月8-9日、埼玉・さいたまスーパーアリーナ）
- YATSUI FESTIVAL! 2016（2016年6月、東京・渋谷）
- TOKYO IDOL FESTIVAL 2016（2016年8月、東京・お台場 青海周辺エリア）
- @JAM×ナタリー EXPO 2016（2016年9月、千葉・幕張メッセ国際展示場9〜11ホール）
- 2016明治安田生命 J1リーグ アビスパ福岡対浦和レッドダイヤモンズ戦（2016年7月2日、福岡・レベルファイブスタジアム）

2017年
- 俺のネクストガール2017 〜もちろん藤井〜「やっぱり ステラボール」（2017年1月8日、東京・ステラボール）
- ビクターロック祭り2017（2017年3月18日、千葉・幕張メッセ国際展示場）
- YATSUI FESTIVAL! 2017（2017年6月、東京・渋谷）
- SYACHI FES 2017（2017年6月25日、愛知・大高緑地公園）
- TOKYO IDOL FESTIVAL 2017（2017年8月、東京・お台場 青海周辺エリア）
- SIF（しがこうげんアイドルフェスティバル）（2017年8月、東京・味の素スタジアム ヤジスタ）
- SUMMER SONIC 2017 IDOL SONIC（2017年8月19日、千葉・幕張メッセ）
- @JAM EXPO 2017（2017年8月、神奈川・横浜アリーナ）
- 宗像フェス 〜World Heritage Munakata〜（2017年9月、福岡・グローバルアリーナ 野外特設会場）

2018年
- 第12回 東京ボーイズコレクション（2018年2月21日、日本武道館）
- 桃の節句はレディースデイ〜フクオカ、ウイメンズカーニバル〜（2018年3月3日、福岡・DRUM SON、女性限定ライブ）
- FM NORTH WAVE & WESS presents IMPACT!XIII supported by アルキタ（2018年4月22日、北海道・札幌）
- VIVA LA ROCK EXTRA ビバラポップ！（2018年5月6日、埼玉・さいたまスーパーアリーナ）
- YATSUI FESTIVAL! 2018（2018年6月、東京・渋谷）
- SYACHI FES 2018 powerd by FREEDOM NAGOYA（2018年6月24日、愛知・大高緑地公園特設ステージ）
- 夏S 2018 ももクロトリビュート〜みんなで10周年をお祝いしちゃうぞ！〜（2018年7月28日、埼玉・メットライフドーム）
- TOKYO IDOL FESTIVAL 2018（2018年8月、東京・お台場 青海周辺エリア）
- @JAM EXPO 2018（2018年8月、神奈川・横浜アリーナ）

2019年
- HAPPY JACK 2019 〜H-FINAL EDITION〜（2019年3月17日、熊本・熊本B.9 V1）
- NUMBER SHOT 2019（2019年7月21日、福岡・国営海の中道海浜公園）
- スタプラローカリズム vol.1〜狼煙をあげろ！〜（2019年8月4日、台湾・台北CLAPPER STUDIO）
- @JAM EXPO 2019（2019年8月24日、神奈川・横浜アリーナ）

2020年
- 「ミューコミプラス」 presents スタプラアイドルフェスティバル〜今宵、シンデレラが決まる〜（2020年1月19日、神奈川・横浜アリーナ）
- ONLINE YATSUI FESTIVAL! 2020（2020年6月20日配信）
- TOKYO IDOL FESTIVAL オンライン 2020（2020年10月配信）
- スタプラローカリズム vol.2 〜ニコSハイパー運動会〜（2020年12月6日配信、ニコニコ生放送） - TEAM SHACHIと合同チームを組みいぎなり東北産と対戦
  - 【TEAM SHACHI、ばってん少女隊、いぎなり東北産とみよう】スタプラローカリズム vol.2 〜ニコSハイパー運動会〜（2021年2月26日配信、ニコニコ生放送） - 希山愛・瀬田さくら

2021年
- JUPITER BATTEN GIRLS LIVE 2021 ホワイトデー（2021年3月14日、大分・城島高原パーク ウッドパワースタジアム）
- JUPITER GIRLS LIVE 2021 春（2021年4月29日、大分・城島高原パーク ウッドパワースタジアム）
- YATSUI FESTIVAL! 2021（2021年6月19日、東京・duo MUSIC EXCHANGE）
- H.I.P. presents GIG TAKAHASHI 2（2021年6月26日、東京・USEN STUDIO COAST）
- MAGIC JAM vol.2（2021年7月17日、東京・恵比寿リキッドルーム）
- 来年まで待てない! SEKIGAHARA IDOL WARS 2021 〜関ケ原唄姫合戦〜in 尾張（2021年7月25日、愛知・Aichi Sky Expo 愛知県国際展示場 多目的利用地）
- 柚姫の部屋フェス（2021年8月8日、東京・USEN STUDIO COAST）
- To be To be New Ones vol.1（2021年8月14日 第2部、TSUTAYA O-EAST）
- @JAM EXPO 2020-2021（2021年8月28日、神奈川・横浜アリーナ）
- TOKYO IDOL FESTIVAL 2021（2021年10月2日、東京・お台場 青海周辺エリア） - 計5曲を披露
- The Creators 2021（2021年10月23日、福岡・福岡市役所西側ふれあい広場） - ステージ出演、ブース出展
- 「ミューコミVR」 presents スタプラアイドルフェスティバル〜今宵、2人目のシンデレラが決まる〜（2021年10月30日、神奈川・横浜アリーナ）
- SHUNAN Orbit（2021年11月7日、山口・周南市）
- かしいかえん最後の秋まつり（2021年11月14日、福岡・かしいかえん シルバニアガーデン）
- よかもんフェス2021大感謝祭2DAYS 2日目（2021年11月21日、福岡・よしもと福岡 大和証券/CONNECT劇場）
- ALTERNATIVE MUSIC EXPRESS vol.2（2021年11月27日、東京・山野ホール）
- ちかっぱ祭2021（2021年12月12日、福岡・マリンメッセ福岡B館）
- たけやま大聖誕祭 DAY2（2021年12月25日、愛媛・松山WstudioRED）

2022年
- 二丁目の魁カミングアウト「GAY STAR IN THE JAPAN TWO MAN」（2022年1月16日、福岡・BEAT STATION）
- スペシャプラスまつり vol.7（2022年2月11日、東京・豊洲PIT） - ラストアイドルとの対バン
- 2022台北國際動漫節 ICHIBAN JAPAN 日本館 IDOL STAGE（2022年2月13日、日本から配信）
- フレ！フレ！フレッシャーズ 〜ひなまつり2022〜（2022年3月6日、福岡・DRUM LOGOS） - 女性＆学生限定ライブ、ゲスト：TEAM M!
- IDORISE!! FESTIVAL 2022（2022年3月13日、東京・渋谷）
- 真っ白なアトリエ vol.15（2022年3月19日、東京・Spotify O-WEST）
- TEAM SHACHI TOUR2022 〜猪突！猛進！猛進！猛進！猛進！〜 福岡公演（2022年3月20日、福岡・DRUM LOGOS） - アンコールキャストとして
- 宗像フェス THINK ECO KITAKYU（2022年6月4-5日、福岡・北九州グリーンパーク）
- YATSUI FESTIVAL! 2022（2022年6月18日、東京・渋谷）
- SPARK 2022 in YAMANAKAKO（2022年7月17-18日、山梨・山中湖交流プラザ きらら）
- SEKIGAHARA IDOL WARS 2022 – 関ケ原唄姫合戦 -（2022年7月23-24日、岐阜・桃配運動公園）
- 稲佐山平和祈念音楽祭2022（2022年8月7日、長崎・稲佐山公園野外ステージ）
- 日テレ 夏のアイドル祭り〜「IDOL OF THE YEAR」 Special Live!〜（2022年8月14日、東京・日本青年館ホール）
- SUMMER SONIC 2022（2022年8月21日、千葉・ZOZOマリンスタジアム＆幕張メッセ）
- 2022明治安田生命J1リーグ第27節 サガン鳥栖 vs アビスパ福岡戦（2022年8月26日、佐賀・駅前不動産スタジアム）
- @JAM EXPO 2022（2022年8月28日、神奈川・横浜アリーナ）
- Rolling Stone Japan LIVE 5th ANNIVERSARY SPECIAL Supported by Tポイント（2022年9月4日、埼玉・さいたまスーパーアリーナ）
- 柚姫の部屋フェス2022（2022年9月23日、神奈川・川崎CLUB CITTA’）
- 世界遺産登録5周年記念 ばってん少女隊と行く世界遺産バスツアー＆RKBラジオ「GIRLS☆PUNCH」公開収録 in 宗像ユリックス（2022年10月10日、福岡県）
- THE CREATORS 2022（2022年10月23日、福岡・福岡市役所西側ふれあい広場）
- THE DROP FESTIVAL 2022 in Japan（2022年10月29日、宮崎・青島こどものくに）
- 佐賀インターナショナルバルーンフェスタ FM佐賀開局30周年『バルーンミュージックステージ』公開録音（2022年11月3日、佐賀・嘉瀬川河川敷）
- ハウステンボス光の街のカウントダウン2022-2023（2022年12月31日、長崎・ハウステンボス） - スペシャルライブに出演

2023年
- 新春 CANAL FES（2023年1月7日、福岡・キャナルシティ博多） - FM FUKUOKA ばってん少女隊の"FMばってん放送局"公開録音
- スタプラアイドルフェスティバル 〜今宵、シンデレラグループが決まる〜（2023年1月14日、神奈川・横浜アリーナ）
- 第11回 台北國際動漫節 ICHIBAN JAPAN STAGE（2023年1月28-29日、台湾・台北世界貿易中心南港展覽館）
- EXPRESS JAPAN LIVE "THE IMPACT" at JAPAN EXPO THAILAND 2023（2023年2月3日、タイ・バンコク セントラルワールド）
- JAPAN EXPO THAILAND（2023年2月4-5日、タイ・バンコク セントラルワールド）
- メタバーストークショー（2023年2月19日、VR メタバース六本木）
- NHK福岡「六本松サテライトFES 2023春」公開収録（2023年2月28日、福岡・福岡市民会館） - 2023年3月24日にNHK総合 九州沖縄地域で放送
- OAB ReMOTTO!フェスタ（2023年3月19日、大分・JR大分駅前広場） - OAB特番に生出演、FM大分公開収録は4月1日にエフエム大分「ばってん少女隊 in アミュプラザおおいた」として放送
- 瀬戸内アイドルフェスティバル（2023年3月26日、広島・広島駅南口エールエールA館）
- Appare!「玉ねぎ食べるぞ！ツアー2023〜和衷協同〜」（2023年4月8日、大阪・Zepp Namba）
- 博多どんたく港まつり 博多駅本舞台（2023年5月4日、福岡・博多駅）
- 柚姫の部屋フェス2023 1部 （2023年6月3日、東京・Zepp Shinjuku）
- unshrink in 福岡（2023年6月9日、福岡・UNITEDLAB） - フィロソフィーのダンスと対バン
- 広島フラワーフェスティバル オリーブステージ（2023年6月11日、広島・平和大通り）
- YATSUI FESTIVAL! 2023 DAY1（2023年6月17日、東京・WOMB）
- JAPAN EXPO PARIS 2023（2023年7月14-15日、フランス・パリ ノールヴィルパント展示会会場） ソニー、キヤノンの技術を活用
- 関ケ原唄姫合戦2023（2023年7月23日、岐阜・桃配運動公園）
- 福岡ソフトバンクホークス主催 パ・リーグ公式戦（2023年8月10日、福岡PayPayドーム）
- メタバースTV presents アイドル“ウタ”バースFES 2023（2023年8月12日、東京・テレビ朝日 六本木ヒルズ SUMMER STATION）
- dot yell fes SUMMER SP 2023（2023年8月14日、神奈川・KT Zepp Yokohama）
- KAWAII LAB. presents. KAWAII SONIC（2023年8月15日、東京・Zepp Shinjuku）
- UNDER THE SCREAM!!2023（2023年8月26-27日、大分・城島高原パーク）
- Fang Music Fes #02（2023年9月18日、東京・EX THEATER ROPPONGI）
- 「六本松サテライト」公開収録（2023年9月23日、福岡・NHK福岡放送局） - 9月30日にNHK総合 九州沖縄地方で放送
- スタプラローカリズムvol.3（2023年9月30日、大阪・GORILLA HALL OSAKA）
- フンドーキン起業祭（2023年10月21日、大分・フンドーキン醤油本社工場）
- スタプラアイドルフェスティバル〜秋の新曲収穫祭〜（2023年10月29日、神奈川・横浜アリーナ）
- HEROINESHALLOWEEN（2023年10月30日、東京・豊洲PIT）
- 宗像フェス2023（2023年11月4-5日、福岡・宗像ユリックスイベントホール）
- JAむなかた農業祭（2023年11月11日、福岡・JAむなかた本店）
- ”Together actions for SDGs” in カンボジア（2023年11月17-19日、カンボジア・プノンペン AEON MALL SEN SOK CITY）
- UtaTen presents SHIGA IDOL COLLECTION 2023（2023年11月25日、滋賀・シライシアター野洲）
- ちかっぱ祭2023（2023年11月26日、福岡・福岡サンパレスホール）

2024年
- ESP FUKUOKA presents All is well（2024年2月20日、福岡・Zepp Fukuoka）
- ばってん少女隊〜今宵は２月のコンコン集会〜（2024年2月23日、福岡・DRUM LOGOS） - O.A. EBiDAN FUKUOKA / 内山田彩音、花岡穂果
- 推し博 produced by ちかっぱ祭（2024年3月9日、福岡・Zepp Fukuoka）
- ばってん少女隊の九上昇!復活祭!in TOKYO 公開収録（2024年3月10日、東京・TOKYO FM HALL） - 3月14日からAuDeeで収録内容を配信
- IDORISE!! FESTIVAL 2024（2024年3月10日、東京・Spotify O-EAST）
- ジゴロック2024〜大分“地獄極楽”ROCK FESTIVAL〜 supported byニカソー（2024年3月16日、大分・大分スポーツ公園）
- 春の一大事 外周ステージ〜やかん大作戦in亀岡〜（2024年4月13日、京都・亀岡運動公園）
- 福岡ソフトバンクホークス主催 パ・リーグ公式戦（2024年4月29日、福岡・福岡PayPayドーム）
- 博多どんたく前夜祭（2024年5月2日、福岡・市役所前ふれあい広場）
- 博多どんたく港まつり（2024年5月4日、福岡・博多駅本舞台）
- クロフェス2024（2024年6月8日、東京・海の森水上競技場）
- YATSUI FESTIVAL! 2024 DAY1（2024年6月15日、東京・WOMB）
- ファンクラブイベント「第一回 隊員強化演習」（2024年6月16日、東京・吉祥寺 東急REIホテル）
- LuckyFes 2024（2024年7月13日、茨城・国営ひたち海浜公園）
- SPARK 2024 in KAWASAKI（2024年7月14日、川崎市東扇島東公園）
- スタプラローカリズム vol.4 夏祭り（2024年7月15日、愛知・LIVES NAGOYA）
- 柚姫の部屋フェス2024 1部 （2024年7月28日、東京・Zepp Shinjuku）
- 5年ぶりだよ！全員集合 さつま黒潮きばらん海 枕崎港まつり2024（2024年8月4日、鹿児島・枕崎市 きばらん海メインステージ） - エフエム鹿児島公開録音も実施
- UNDER THE SCREAM!!2024（2024年8月18日、大分・城島高原パーク）
- JAK-JAPAN MATSURI 2024（2024年9月14日、インドネシア・ジャカルタ Plaza Parkir Timur）
- Together Actions For SDGs（2024年9月15日、インドネシア・ジャカルタ AEON MALL BSD CITY, AEON MALL Tanjung Barat）
- Together Actions for SDGs in カンボジア（2024年11月1-3日、カンボジア・プノンペン AEON MALL SEN SOK CITY）
- STARDUST THE PARTY 2024（2024年11月22-23日、神奈川・横浜BUNTAI）
- フンドーキンCUP ゆ〜わく米7 おにぎり総選挙（2024年12月1日、大分駅前）

2025年
- さつまいも博2025（2025年2月21日、埼玉・さいたまスーパーアリーナ）
- K.FESTIVAL 2025 FM FUKUOKA公開収録ライブステージ（2025年3月8日、福岡・北九州メディアドーム）
- ファンクラブイベント 新体制決起集会（2025年3月29日、東京・大田区民プラザ）
- 博多どんたく港まつり前夜祭（2025年5月2日、福岡・お祭り本舞台福岡市役所前ふれあい広場）
- 博多どんたく港まつり（2025年5月3日、福岡・ベイサイドプレイス博多 特設ステージ）
- 春のスターダストスペシャルライブin城島高原2025（2025年5月6日、大分・城島高原パーク ウッドパワースタジアム）
- sound stock Vol.2（2025年5月18日、東京・LIQUIDROOM）
- YATSUI FESTIVAL! 2025（2025年6月21日、東京・WOMB）
- Luna BAND TOUR 2025 第1部（2025年7月6日、東京・渋谷DESEOmini）
- 博多祇園山笠 追い山笠前夜祭スペシャルおっしょい！夏祭りだ！！（2025年7月14日、福岡・櫛田神社 能舞台）
- IDOL ∞ INFINITY SUMMER SP（2025年7月21日、東京・竹芝ニューピアホール）
- TOKYO IDOL FESTIVAL 2025（2025年8月1日、東京・お台場 青海周辺エリア）
- 夏のさつまいも博2025（2025年8月8日、千葉・幕張メッセ ホール3）
- 鷹祭 SUMMER BOOST meets 天神夏まつり2025（2025年8月9日、福岡・福岡市役所西側ふれあい広場）
- ROCKETMAN SUMMER FES’2025「thank you for the music!」（2025年8月17日、東京・LIQUIDROOM ebisu）
- ばってん少女隊 10周年記念ライブ アフターパーティー（2025年8月24日、吉祥寺エクセルホテル東急）
- LadySteady Premium（2025年8月25日、東京・Zepp Shinjuku）
- @JAM EXPO 2025 supported by UP-T（2025年8月31日、神奈川・横浜アリーナ）
- shibuya luisant Vol.39（2025年9月23日、東京・Veats Shibuya）
- 「ふくおか県芸術文化祭2025」オープニングフェス（2025年10月4日、福岡・天神中央公園）
- 宗像フェス2025（2025年11月1日、福岡・宗像ユリックス）
- スタプラローカリズム vol.5（2025年11月9日、愛知・COMTEC PORTBASE）
- ukka 10th Anniversary Live 第1部（2025年11月15日、東京・新宿ReNY）

## 宗像市観光大使としての活動

福岡県宗像市

ばってん少女隊は福岡県宗像市（むなかたし）の宗像市観光大使を務めている。
宗像市は、市の歴史、文化などの観光資源や特産品を広く周知し、知名度の高揚及び観光振興を図るため、市にゆかりのある方を「宗像市観光大使」として任命している。ばってん少女隊は宗像市にゆかりがあり、前身レッスングループ「F-girls」の初ステージが市内にある宗像ユリックスであったことから、2016年に任命された。
主な活動内容
- テレビ西日本「ももち浜DXストア」で宗像市の魅力を取材[355][356]
- フジテレビ系「魁！ミュージック」で宗像市のお勧めスポットを紹介[357]
- 宗像市のグローバルアリーナで開催された「宗像フェス 〜World Heritage Munakata〜」をオープニングアクトで盛り上げる（2017年9月）[358]
- JAむなかた農業祭りのステージで「宗像市の好きなトコロ」を発表[359]
- 「ばってん少女隊」による宗像大島観光音声ガイドサービス（2019年）[360][361]
- 道の駅むなかたで開催されたドライブイン生放送イベント「九州の台所・道の駅むなかたで歌って踊って食べまくろう！公開生放送 By GuuGoo」に出演[362]
- 宗像市議会議員選挙のPR活動（2020年10月）[363]。
- 市内の観光名所である宗像大島[364]や道の駅むなかた[365]の魅力をYouTubeで発信（宗像発見少女隊）
- 宗像市のふるさと納税の追加特典として、ばってん少女隊が「宗像市観光大使限定名刺」や「観光ポスター」に採用
- 宗像市水産業応援サイト「むなかたギョギョ」に掲載（2020年開設）[366]
- むなギョ「#宗像ポテチ映え」キャンペーン（2021年夏）
- 「ばってん少女隊のちょこっと大島旅」のポスター
- むなふ9月号「宗像発見少女隊」大島の観光スポット巡り
- 2021年にメンバーの希山愛が宗像市の九州野菜倶楽部（吉田農園）で苗植えや収穫（芋掘り）を行い、袋詰めした芋（パープルスイート、紅はるか、安納芋）を、福岡市にて開催された年末ワンマンライブの会場で販売した[367][368][39]。
- 「街道の駅 赤馬館」7周年応援隊[369][370]
- 福岡空港の国内線ターミナルビル3階 到着コンコース内（7番スポット前）にばってん少女隊を起用した宗像市の大型壁面広告が掲出（2021年11月～2022年3月）
- 宗像市長選挙啓発リレー動画「その一票が宗像の○○を育てる」に参加（2022年）[371]
- 北九州グリーンパークで開催の「宗像フェス THINK ECO KITAKYU」を盛り上げた（2022年6月）[372] - ステージ出演、MC、ダンスコンテスト審査員、開催前の海岸清掃 など
- 「世界遺産登録5周年記念 ばってん少女隊と行く世界遺産バスツアー＆RKBラジオ「GIRLS☆PUNCH」公開収録 in 宗像ユリックス」として、バスツアーとラジオ公開収録を宗像市で開催した（2022年10月）[373]。
- メンバーそれぞれが選んだ「宗像特産品セレクトBOX」の販売（2022年11月）[374]。
- 宗像観光PR動画2024「むなかたに来んね！」出演（2024年）
- 「宗像満喫周遊バス」宗像市観光大使“ばってん少女隊”特別アナウンス（2024年8月）